# قتل جماعي
الاغتيال الجماعي أو القتل الجماعي هو مفهوم اقترحه علماء الإبادة الجماعية الذين يرغبون في تعريف حوادث القتل غير القتالية التي ترتكبها حكومة أو دولة. يُعرف القتل الجماعي عادةً بأنه قتل أعضاء مجموعة دون نية القضاء على المجموعة بأكملها، أو قتل أعداد كبيرة من الناس دون عضوية واضحة في المجموعة.
يستخدم عدد من علماء الإبادة الجماعية مصطلح القتل الجماعي لأن الإبادة الجماعية (تعريفها الدقيق) لا تشمل أحداث القتل الجماعي التي لا تستهدف فيها مجموعات عرقية أو دينية محددة، أو الأحداث التي لا ينوي فيها الجناة القضاء على مجموعات بأكملها أو أجزاء كبيرة منها. يستخدم علماء الإبادة الجماعية نماذج مختلفة من أجل شرح وتوقع بداية أحداث القتل الجماعي. لم يكن هناك إجماع يذكر ولا مصطلحات مقبولة بشكل عام، مما دفع العلماء، مثل أنطون فايس-ويندت، إلى وصف المحاولات المقارنة بالفشل. نادرًا ما تظهر دراسات الإبادة الجماعية في المجلات التأديبية السائدة.

## المصطلحات
يتم استخدام العديد من المصطلحات المختلفة لوصف القتل المتعمد لأعداد كبيرة من غير المقاتلين، ولكن لا يوجد إجماع أو مصطلحات مقبولة بشكل عام. لقد برز مصطلح القتل الجماعي كمصطلح «أكثر وضوحًا» من مصطلح الإبادة الجماعية أو القتل السياسي. اقترح علماء الإبادة الجماعية القتل الجماعي في محاولة لجمع قاعدة بيانات عالمية موحدة لأحداث الإبادة الجماعية وتحديد نماذج إحصائية للتنبؤ ببداية عمليات القتل الجماعي. يشير أتسوشي تاغو وفرانك وايمان إلى القتل الجماعي كما حدده فالنتينو ويذكران أنه حتى مع وجود عتبة أقل (10000 قتيل سنويًا، أو 1000 قتيل سنويًا، أو حتى 1)، «الأنظمة الاستبدادية، وخاصة الشيوعية، معرضة للقتل الجماعي بشكل عام، ولكنها ليست ميالة بقوة (أي ليست ميالة بشكل كبير إحصائيًا) نحو القتل الجماعي السياسي.» وتشمل المصطلحات الأخرى التي يستخدمها العديد من المؤلفين لوصف عمليات القتل الجماعي للأشخاص غير المقاتلين ما يلي:
- كلاسيكيد[الإنجليزية] – «القتل الجماعي المتعمد لطبقات اجتماعية بأكملها»،[14] والذي يعتبره عالم الاجتماع مايكل مان[الإنجليزية] أكثر ملاءمة من الإبادة الجماعية لوصف عمليات القتل بقصد قمع البرجوازية في الدول الشيوعية.[15]
- القتل المنظم – القتل المنظم لأعضاء جنس معين.[16]
- الإبادة الجماعية – عرّف عالم السياسة رودولف روميل[الإنجليزية] الإبادة الجماعية بأنها «القتل المتعمد لشخص أعزل أو غير مسلح من قبل عملاء حكوميين يتصرفون بصفتهم الرسمية ووفقًا لسياسة الحكومة أو القيادة العليا»؛[17] ووفقًا لروميل، يغطي هذا التعريف مجموعة واسعة من الوفيات، بما في ذلك ضحايا العمل القسري ومعسكرات الاعتقال، والقتل من قبل مجموعات خاصة غير رسمية، والقتل بإجراءات موجزة خارج نطاق القضاء والوفيات الجماعية في المجاعات المتعمدة وكذلك عمليات القتل من قبل الحكومات الفعلية، على سبيل المثال عمليات القتل في الحرب الأهلية.[18]
- إن مفهوم الإبادة الجماعية الذي طرحه روميل يشبه مفهوم الإبادة الجماعية السياسية، ولكن هناك اختلافان مهمان بينهما. أولاً، إن الشرط المسبق المهم للإبادة الجماعية السياسية هو نية الحكومة تدمير مجموعة معينة.[19] وعلى النقيض من ذلك، فإن الإبادة الجماعية تتعامل مع مجموعة أوسع من الحالات، بما في ذلك الحالات التي تشارك فيها الحكومات في القتل العشوائي إما بشكل مباشر أو بسبب أعمال الإهمال الجنائي.[17] ثانياً، في حين أن هناك عتبة أدنى لاعتبار حادث القتل جريمة قتل سياسي، فلا يوجد عتبة منخفضة لجريمة الإبادة الجماعية والتي تغطي أي قتل لأي عدد من الأشخاص من قبل أي حكومة.[17]
- الإبادة الجماعية – بموجب اتفاقية الإبادة الجماعية، تنطبق جريمة الإبادة الجماعية عمومًا على القتل الجماعي للمجموعات العرقية وليس السياسية أو الاجتماعية.[20] تم حذف حماية المجموعات السياسية من قرار الأمم المتحدة بعد تصويت ثانٍ لأن العديد من الدول توقعت أن يفرض هذا البند قيودًا غير ضرورية على حقها في قمع الاضطرابات الداخلية.[21] الإبادة الجماعية هي أيضًا مصطلح شائع للقتل السياسي الذي يُدرس أكاديميًا باسم إبادة الشعب والقتل السياسي.[13]
- الاغتيال الجماعي – بالإشارة إلى التعريفات السابقة،[nb 1] يعرف جوان استيبان وماسيمو موريللي ودومينيك روهنر عمليات القتل الجماعي بأنها «قتل أعداد كبيرة من البشر، عندما لا يكون ذلك في سياق عمل عسكري ضد القوات العسكرية لعدو معلن، في ظل ظروف العجز والعجز الأساسيين للضحايا».[22] يعرّف فالنتينو المصطلح بأنه «القتل المتعمد لعدد كبير من غير المقاتلين»،[23] حيث يمثل «العدد الهائل» ما لا يقل عن 50 ألف حالة وفاة متعمدة على مدى خمس سنوات أو أقل؛[24] هذا هو الحد الأدنى الكمي الأكثر قبولا لهذا المصطلح.[22][25]
- الإبادة السياسية – يقترح بعض علماء الإبادة الجماعية مفهوم الإبادة السياسية لوصف قتل مجموعات لا تغطيها اتفاقية الإبادة الجماعية.[26] تدرس باربرا هارف إبادة جماعية وقتل سياسي، والتي يتم اختصارها أحيانًا باسم القتل الجماعي السياسي، لتشمل القتل الجماعي للمجموعات السياسية والاقتصادية والعرقية والثقافية.[13]

في الولايات المتحدة، أوضح قانون المساعدة التحقيقية للجرائم العنيفة لعام 2012، الذي صدر في أعقاب إطلاق النار في مدرسة ساندي هوك الابتدائية في نيوتاون بولاية كونيتيكت، السلطة القانونية لوكالات إنفاذ القانون الفيدرالية لتقديم المساعدة التحقيقية للولايات، وفرض على الوكالات الفيدرالية، بما في ذلك وزارتي العدل والأمن الداخلي، تعريف «القتل الجماعي» بأنه ثلاث عمليات قتل أو أكثر أثناء الحادث، مع عدم الإشارة إلى اختيار السلاح.

## الطوبولوجيا
يحدد بنيامين فالنتينو فئتين رئيسيتين من عمليات القتل الجماعي: القتل الجماعي القهري والقتل الجماعي الإجباري. تحدد الفئة الأولى ثلاثة أنواع: الشيوعية، والإثنية، والإقليمية، والتي تحتوي على السيناريوهات التالية للتطهير العرقي، والقتل المصاحب للإصلاحات الزراعية في بعض الدول الشيوعية، والقتل أثناء التوسع الاستعماري، من بين أمور أخرى. تتضمن الفئة الثانية الأنواع التالية: حرب العصابات المضادة، والإرهابية، والإمبريالية، والتي تحتوي على السيناريوهات التالية للقتل أثناء حرب مكافحة التمرد، والقتل كجزء من الفتوحات الإمبريالية من قبل قوى المحور خلال الحرب العالمية الثانية، من بين أمور أخرى.
| النوع         | السيناريو                           | الأمثلة |
| ------------- | ----------------------------------- | --- |
|               | القتل الجماعي المتعمد               | |
| شيوعي         | التجميع الزراعي والإرهاب السياسي    | المجاعة الكبرى (1931–1933) قفزة عظيمة للأمام (1958–1962) الإبادة الجماعية الكمبودية (1975–1979)                                                                        |
| فاشي          | الإرهاب السياسي والتطهير العرقي     | الإرهاب الأبيض الإسباني (1936–1975) الهولوكوست (1939–1945) الحرب القذرة في الأرجنتين (1974–1983)                                                                       |
| عرقي          | التطهير العرقي                      | أرمينيا التركية (1915–1918) الهولوكوست (1939–1945) الإبادة الجماعية في رواندا (1994)                                                                                   |
| إقليمي        | التوسع الاستعماري                   | الحروب الهندية الأمريكية (القرنين الخامس عشر والعشرين) الإبادة الجماعية للهيريرو في جنوب غرب أفريقيا الألمانية (1904–1907)                                             |
| إقليمي        | الحروب التوسعية                     | الضم الألماني لغرب بولندا (1939–1945) الإبادة الجماعية للهيريرو في جنوب غرب أفريقيا الألمانية (1904–1907)                                                              |
|               | القتل الجماعي القسري                | |
| مكافحة التمرد | حروب العصابات                       | حرب الاستقلال الجزائرية عن فرنسا (1954–1962) الغزو السوفييتي لأفغانستان (1979–1989) الحرب الأهلية الإثيوبية (سبعينيات وثمانينيات القرن العشرين)                        |
| إرهابي        | تفجير إرهابي                        | القصف الجوي للحلفاء على ألمانيا واليابان (1940–1945) الغارة الجوية (1940–1941)                                                                                         |
| إرهابي        | حصار المجاعة/حرب الحصار             | الحصار البحري الذي فرضته قوات الحلفاء على ألمانيا (1914–1919) حصار الأراضي النيجيرية في بيافرا (1967–1970)                                                             |
| إرهابي        | الإرهاب دون الحكومي/الإرهاب المتمرد | إرهاب جبهة التحرير الوطني في حرب الاستقلال الجزائرية ضد فرنسا (1954–1962) إرهاب رينامو في موزمبيق (1976–1992) إرهاب القوات المسلحة الكولومبية في كولومبيا (1997–2008)) |
| إمبريالي      | الفتوحات والثورات الإمبراطورية      | الاحتلال الألماني لأوروبا الغربية (1940–1945) الإمبراطورية اليابانية في شرق آسيا (1910–1945)                                                                           |

## التحليل
لا يعتبر بنيامين فالنتينو الأيديولوجية أو نوع النظام عاملاً مهمًا يفسر عمليات القتل الجماعي، ويحدد القتل الجماعي الشيوعي كنوع فرعي من القتل الجماعي المجرد من الملكية، والذي يُعتبر تعقيدًا للنظرية الأصلية التي يستند إليها كتابه. حول سبب حدوثه، يذكر فالنتينو أن الأيديولوجية والجنون والعنصرية يمكن أن تشكل معتقدات القادة حول سبب تبرير الإبادة الجماعية والقتل الجماعي. على عكس رودولف روميل ودراسات الجيل الأول، لا يرى فالنتينو السلطوية أو الشمولية كتفسير للقتل الجماعي؛ ليس الأيديولوجية أو نوع النظام ولكن دافع الزعيم هو المهم ويمكن أن يفسره، وهو ما يتماشى مع دراسات الجيل الثاني.
يركز مانوس ميدلارسكي أيضًا على عملية اتخاذ القرار من جانب القادة، لكن اختياره للحالات والاستنتاجات العامة يختلفان عن اختيار فالنتينو. لدى ميدلارسكي تعريف أضيق للمتغير التابع ويحلل ثلاث دراسات حالة فقط (الإبادة الجماعية للأرمن، والهولوكوست، والإبادة الجماعية في رواندا). يحاول ميدلارسكي شرح سبب امتثال الأفراد للجناة، ولماذا حدث القتل السياسي بدلاً من الإبادة الجماعية في كمبوديا، ولماذا لم يتم استهداف الأقليات العرقية، مثل اليونانيين في الإمبراطورية العثمانية واليهود في الجمهورية البولندية الثانية، بالإبادة الجماعية. مثل مايكل مان وفالنتينو بدرجة أقل، يتناول ميدلارسكي بشكل أساسي الإبادات الجماعية التي لم تحدث. يركز كل من ميدلارسكي وفالنتينو بشكل أساسي على الظروف المباشرة، بينما ينظر مان في الإبادة الجماعية ضمن السياق الواسع للأيديولوجيات وتطور الدول القومية.

## قواعد البيانات العالمية لعمليات القتل الجماعي
تتوفر قاعدتا بيانات عالميتان على الأقل لعمليات القتل الجماعي. تغطي المجموعة الأولى التي وضعها رودولف روميل فترة زمنية من بداية القرن العشرين حتى عام 1987 وتغطي الإبادة الجماعية، بينما تجمع المجموعة الثانية التي وضعتها باربرا هارف بين عمليات القتل السياسي والإبادة الجماعية منذ عام 1955. تعد قاعدة بيانات هارف هي الأكثر استخدامًا من قبل علماء الإبادة الجماعية، في حين تعد قاعدة بيانات روميل إطارًا جيدًا لدراسة عمليات القتل الجماعي خلال الفترة من 1900 إلى 1987.
إن هذه البيانات مخصصة في الغالب للتحليل الإحصائي لعمليات القتل الجماعي في محاولة لتحديد أفضل المؤشرات على بدايتها. ووفقاً لهارف، فإن هذه البيانات ليست بالضرورة الأكثر دقة بالنسبة لبلد معين، حيث إن بعض المصادر هي من علماء الإبادة الجماعية العامة وليسوا خبراء في التاريخ المحلي. وقد كشف تحليل مقارن للبيانات اليوغوسلافية في قاعدتي بيانات عن وجود اختلاف كبير بين أرقام القتلى لكل عام وانخفاض الارتباط بين مجموعات بيانات روميل وهارف. وانتقد توميسلاف دوليتش الأرقام الأعلى عموماً التي ذكرها روميل باعتبارها ناشئة عن عيوب في منهجية روميل الإحصائية، ولم تكن استجابة روميل مقنعة.
كشف تحليل مقارن آخر لقاعدتي البيانات الكاملتين أجراهما أتسوشي تاجو وفرانك دبليو وايمان أن الاختلاف الكبير بين الأرقام يمكن تفسيره من خلال مجموعة بيانات هارف الخاصة بالقتل السياسي والإبادة الجماعية والتي تعد في الأساس مجموعة فرعية من مجموعة بيانات روميل، حيث يتضمن أنواعًا أخرى من عمليات القتل بالإضافة إلى القتل السياسي والإبادة الجماعية.
| البلد           | البداية     | النهاية     | طبيعة الحادثة                            | تقدير عدد الضحايا   | مقالات ذات صلة                                               |
| --------------- | ----------- | ----------- | ---------------------------------------- | ------------------- | ------------------------------------------------------------ |
| السودان         | أكتوبر 1956 | مارس 1972   | قتل سياسي مع ضحايا الطائفيين             | 400،000–600،000     | الحرب الأهلية السودانية الأولى                               |
| فيتنام الجنوبية | يناير 1965  | أبريل 1975  | قتل سياسي                                | 400،000–500،000     | فيتنام الجنوبية                                              |
| الصين           | مارس 1959   | ديسمبر 1959 | إبادة جماعية وقتل سياسي                  | 65،000              | انتفاضة التبت 1959                                           |
| العراق          | يونيو 1963  | مارس 1975   | قتل سياسي مع ضحايا الطائفيين             | 30،000–60،000       | العراق إبان حكم حزب البعث                                    |
| الجزائر         | يوليو 1962  | ديسمبر 1962 | قتل سياسي                                | 9،000–30،000        | مجازر 8 مايو 1945                                            |
| رواندا          | ديسمبر 1963 | يونيو 1964  | قتل سياسي مع ضحايا الطائفيين             | 12،000–20،000       | الثورة الرواندية                                             |
| الكونغو كينشاسا | فبراير 1964 | يناير 1965  | قتل سياسي                                | 1،000–10،000        |                                                              |
| بوروندي         | أكتوبر 1965 | ديسمبر 1973 | قتل سياسي مع ضحايا الطائفيين             | 140،000             |                                                              |
| إندونيسيا       | نوفمبر 1965 | يوليو 1966  | إبادة جماعية وقتل سياسي                  | 500،000–1،000،000   | الإبادة الجماعية الإندونيسية لعام 1965–1966                  |
| الصين           | مايو 1966   | مارس 1975   | قتل سياسي                                | 400،000–850،000     | الثورة الثقافية                                              |
| غواتيمالا       | يوليو 1978  | ديسمبر 1996 | إبادة سياسية وإبادة جماعية               | 60،000–200،000      | الإبادة الجماعية في غواتيمالا                                |
| باكستان         | مارس 1971   | ديسمبر 1971 | إبادة جماعية وقتل سياسي                  | 2،000،000–3،000،000 | الإبادة الجماعية في بنغلاديش 1971                            |
| أوغندا          | ديسمبر 1972 | أبريل 1979  | إبادة سياسية وإبادة جماعية               | 50،000–400،000      | عيدي أمين                                                    |
| الفلبين         | سبتمبر 1972 | يونيو 1976  | قتل سياسي مع ضحايا الطائفيين             | 60،000              | الأحكام العرفية في عهد فرديناند ماركوس                       |
| باكستان         | فبراير 1973 | يوليو 1977  | قتل سياسي مع ضحايا الطائفيين             | 5،000–10،000        | الانتفاضة في بلوشسان في السبعينيات                           |
| قبرص            | 1955        | 1974        | عنف عرقي وضحايا الطائفيون                | 6.000–10.000        | نزاع قبرص                                                    |
| تشيلي           | سبتمبر 1973 | ديسمبر 1976 | قتل سياسي                                | 5،000–10،000        | انتهاكات حقوق الإنسان في تشيلي أثناء حكم بينوشيه             |
| أنغولا          | نوفمبر 1975 | 2001        | قتل سياسي من قبل يونيتا والقوات الحكومية | 500،000             | الحرب الأهلية الأنغولية                                      |
| كمبوديا         | أبريل 1975  | يناير 1979  | إبادة سياسية وإبادة جماعية               | 1،900،000–3،500،000 | الإبادة الجماعية في كمبوديا                                  |
| إندونيسيا       | ديسمبر 1975 | يوليو 1992  | قتل سياسي مع ضحايا الطائفيين             | 100،000–200،000     | الإبادة الجماعية في تيمور الشرقية                            |
| رومانيا         | 1965        | 1989        | قتل سياسي                                | 60.000–200.000      | نيكولاي تشاوتشيسكو                                           |
| الأرجنتين       | مارس 1976   | ديسمبر 1980 | قتل سياسي                                | 9،000–20،000        | الحرب القذرة                                                 |
| إثيوبيا         | يوليو 1976  | ديسمبر 1979 | قتل سياسي                                | 10،000              | الإرهاب الأحمر                                               |
| الكونغو كينشاسا | مارس 1977   | ديسمبر 1979 | قتل سياسي مع ضحايا الطائفيين             | 3،000–4،000         |                                                              |
| أفغانستان       | أبريل 1978  | أبريل 1992  | قتل سياسي                                | 1،800،000           | الحرب السوفيتية في أفغانستان                                 |
| بورما           | يناير 1978  | ديسمبر 1978 | إبادة جماعية                             | 5،000               | عملية ملك التنين                                             |
| السلفادور       | يناير 1980  | ديسمبر 1989 | قتل سياسي                                | 40،000–60،000       | الحرب الأهلية السلفادورية                                    |
| أوغندا          | ديسمبر 1980 | يناير 1986  | إبادة سياسية وإبادة جماعية               | 200،000–500،000     | حرب الأجمات الأوغندية                                        |
| سوريا           | مارس 1981   | فبراير 1982 | قتل سياسي                                | 5،000–30،000        | مجزرة حماة 1982                                              |
| إيران           | يونيو 1981  | ديسمبر 1992 | إبادة سياسية وإبادة جماعية               | 10،000–20،000       | ضحايا الثورة الإيرانية إعدام السجناء السياسيين في إيران 1988 |
| يوغوسلافيا      | 1945        | 1945        | قتل سياسي وقتل جماعي                     | 70.000–200.000      | إعادة التوطين في بلايبورغ                                    |
| السودان         | سبتمبر 1983 | ؟           | قتل سياسي مع ضحايا الطائفيين             | 2،000،000           | الحرب الأهلية السودانية الثانية                              |
| الهند           | نوفمبر 1984 | نوفمبر 1984 | مذبحة                                    | 3،000–30،000        | أعمال الشغب ضد السيخ 1984                                    |
| العراق          | مارس 1988   | يونيو 1991  | قتل سياسي مع ضحايا الطائفيين             | 180،000             | انتفاضة العراق 1991                                          |
| الصومال         | مايو 1988   | يناير 1991  | قتل سياسي مع ضحايا الطائفيين             | 15،000–50،000       |                                                              |
| بوروندي         | 1988        | 1988        | إبادة جماعية                             | 5،000–20،000        | مجازر الهوتو عام 1988                                        |
| سريلانكا        | سبتمبر 1989 | يناير 1990  | قتل سياسي                                | 13،000–30،000       | انتفاضة جي في بي 1987–1989                                   |
| البوسنة         | مايو 1992   | نوفمبر 1995 | إبادة جماعية                             | 225،000             | الإبادة في البوسنة والهرسك                                   |
| بوروندي         | أكتوبر 1993 | مايو 1994   | إبادة جماعية                             | 50،000              | الإبادة الجماعية في بوروندي                                  |
| رواندا          | أبريل 1994  | يوليو 1994  | إبادة جماعية                             | 500،000–1،000،000   | الإبادة الجماعية في رواندا                                   |
| الصين           | 1949 – 1976 | ؟           | إبادة الجماعية – إبادة السياسية          | 45،000،000          | تاريخ جمهورية الصين الشعبية (1949–1976)                      |
| صربيا           | ديسمبر 1998 | يوليو 1999  | قتل سياسي مع ضحايا الطائفيين             | 10،000              | جرائم الحرب في حرب كوسوفو                                    |

## الملاحظات
1. ↑  يعرّف شارني (2000) الإبادة الجماعية العامة بأنها «القتل الجماعي لأعداد كبيرة من البشر، عندما لا يكون ذلك في سياق عمل عسكري ضد القوات العسكرية لعدو معلن، في ظل ظروف من العجز والعجز الأساسيين للضحايا». في مقال عام 2006 بعنوان «التنمية والديمقراطية والقتل الجماعي»، تبنى ويليام إيسترلي وروبرتا جاتي وسيرجيو كورلات تعريف شارني للإبادة الجماعية العامة لاستخدامهم القتل الجماعي و"المذبحة" لتجنب سياسة الإبادة الجماعية تمامًا.
2. ↑  إنها ليست قائمة كاملة لجميع الأمثلة.
3. ↑  لا تتضمن القائمة الوفيات الناجمة عن المجاعة الصينية الكبرى والقفزة العظيمة للأمام.

## ببليوغرافيا
- Tago، Atsushi؛ Wayman، Frank (يناير 2010). "Explaining the Onset of Mass Killing, 1949–87". Journal of Peace Research. Thousand Oaks, California: SAGE Publications. ج. 47 ع. 1: 3–13. DOI:10.1177/0022343309342944. ISSN:0022-3433. JSTOR:25654524. S2CID:145155872.
- Bach-Lindsday، Dylan؛ Huth، Paul؛ Valentino، Benjamin (مايو 2004). "Draining the Sea: Mass Killing and Guerrilla Warfare". International Organization. Cambridge, England: Cambridge University Press. ج. 58 ع. 2: 375–407. DOI:10.1017/S0020818304582061. JSTOR:3877862. S2CID:154296897.
- Charny، Israel W.، المحرر (2000). Encyclopedia of Genocide (ط. 1st). Santa Barbara, California: ABC-CLIO. ISBN:978-0-874-36928-1.
- Curthoys، Ann؛ Docker، John (2008). "Defining Genocide". في Stone، Dan (المحرر). The Historiography of Genocide (ط. paperback). Basingstoke, England: Palgrave Macmillan UK. ص. 7–41. ISBN:978-0-230-27955-1.
- Dulić، Tomislav (يناير 2004). "Tito's Slaughterhouse: A Critical Analysis of Rummel's Work on Democide". Journal of Peace Research. Thousands Oaks, California: SAGE Publications. ج. 41 ع. 1: 85‒102. DOI:10.1177/0022343304040051. JSTOR:4149657. S2CID:145120734.
- Easterly، William؛ Gatti، Roberta؛ Kurlat، Sergio (يونيو 2006). "Development, Democracy, and Mass Killings". Journal of Economic Growth. New York City, New York: Springer. ج. 11 ع. 2: 129–156. DOI:10.1007/s10887-006-9001-z. JSTOR:40216091. S2CID:195313778. مؤرشف من الأصل في 2013-01-24.
- Esteban، Joan Maria؛ Morelli، Massimo؛ Rohner، Dominic (مايو 2010). "Strategic Mass Killings". Working Paper No. 486. Zurich Switzerland: Institute for Empirical Research in Economics, University of Zurich. SSRN:1615375.
- Gleditish، N. P.، المحرر (2017). R.J. Rummel: An Assessment of His Many Contributions. SpringerBriefs on Pioneers in Science and Practice. New York City, New York: Springer. ج. 37. ISBN:978-3-319-54463-2.
- Gurr، Ted Robert؛ Harff، Barbara (سبتمبر 1988). "Toward Empirical Theory of Genocides and Politicides: Identification and Measurement of Cases since 1945". International Studies Quarterly. Hoboken, New Jersey: Wiley. ج. 32 ع. 3: 359–371. DOI:10.2307/2600447. ISSN:0020-8833. JSTOR:2600447.
- Harff، Barbara (Summer 1996). "Review: Death by Government by R. J. Rummel". The Journal of Interdisciplinary History. Cambridge, Massachusetts: The MIT Press. ج. 27 ع. 1: 117–119. DOI:10.2307/206491. JSTOR:206491.
- Harff، Barbara (فبراير 2003). "No Lessons Learned from the Holocaust? Assessing Risks of Genocide and Political Mass Murder since 1955". The American Political Science Review. Washington, D.C.: American Political Science Association. ج. 97 ع. 1: 57–73. DOI:10.1017/S0003055403000522. JSTOR:3118221. S2CID:54804182.
- Harff، Barbara (2017). "The Comparative Analysis of Mass Atrocities and Genocide". في Gleditish، N. P. (المحرر). R.J. Rummel: An Assessment of His Many Contributions. SpringerBriefs on Pioneers in Science and Practice. New York City, New York: Springer. ج. 37. ص. 111–129. DOI:10.1007/978-3-319-54463-2_12. ISBN:978-3-319-54463-2.
- Jones، Adam (2010). Genocide: A Comprehensive Introduction (ط. English paperback 2nd). London, England: Routledge. ISBN:978-0-415-48619-4.
- Krain، Matthew (يونيو 1997). "State-Sponsored Mass Murder: The Onset and Severity of Genocides and Politicides". Journal of Conflict Resolution. Thousand Oaks, California: SAGE Publications. ج. 41 ع. 3: 331–360. DOI:10.1177/0022002797041003001. ISSN:0022-0027. JSTOR:174282. S2CID:143852782.
- Mann، Michael (2005). The Dark Side of Democracy: Explaining Ethnic Cleansing (ط. English paperback). Cambridge, England: Cambridge University Press. ISBN:978-0-521-53854-1.
- Ott، Attiat (2011). "Modeling Mass Killing: For Gain or Ethnic Cleansing?". في Hartley، Keith (المحرر). Handbook on the Economics of Conflict. Cheltenham, England: Edward Elgar Publishing. ص. 52–79. ISBN:978-0-857-93034-7.
- Schaak، Beth (مايو 1997). "The Crime of Political Genocide: Repairing the Genocide Convention's Blind Spot". The Yale Law Journal. ج. 106 ع. 7: 2259‒2291. DOI:10.2307/797169. JSTOR:797169. مؤرشف من الأصل في 2023-07-19.
- Sémelin، Jacques؛ وآخرون (Hoffman, Stanley) (2007). Purify and Destroy: The Political Uses of Massacre and Genocide. The CERI Series in Comparative Politics and International Studies. ترجمة: Schoch، Cynthia. New York City, New York: Columbia University Press. ISBN:978-0-231-14282-3.
- Staub، Ervin (1989). The Roots of Evil: The Origins of Genocide and Other Group Violence (ط. illustrated, reprinted, revised paperback). Cambridge, England: Cambridge University Press. ISBN:978-0-521-42214-7.
- Staub، Ervin (2011). Overcoming Evil: Genocide, Violent Conflict, and Terrorism (ط. illustrated, reprinted hardback). Oxford, England: Oxford University Press. ISBN:978-0-195-38204-4.
- Stone، Dan، المحرر (2008). The Historiography of Genocide (ط. paperback). Basingstoke, England: Palgrave Macmillan. ISBN:978-0-230-27955-1.
- Straus، Scott (أبريل 2007). "Review: Second-Generation Comparative Research on Genocide". World Politics. Cambridge, England: Cambridge University Press. ج. 59 ع. 3: 476–501. DOI:10.1017/S004388710002089X. JSTOR:40060166. S2CID:144879341.
- Valentino، Benjamin (2004). Final Solutions: Mass Killing and Genocide in the Twentieth Century (ط. hardback). Ithaca, New York: Cornell University Press. ISBN:978-0-801-43965-0. OCLC:53013098.
- Verdeja، Ernesto (يونيو 2012). "The Political Science of Genocide: Outlines of an Emerging Research Agenda". Perspectives on Politics. Washington, D.C.: American Political Science Association. ج. 10 ع. 2: 307–321. DOI:10.1017/S1537592712000680. JSTOR:41479553. S2CID:145170749.
- Weiss-Wendt، Anton (2008). "Problems in Comparative Genocide Scholarship". في Stone، Dan (المحرر). The Historiography of Genocide (ط. paperback). Basingstoke, England: Palgrave Macmillan. ص. 42–70. DOI:10.1057/9780230297784. ISBN:978-0-230-27955-1.

## للقراءة الإضافية
- Esteban، Joan Maria؛ Morelli، Massimo؛ Rohner، Dominic (أكتوبر 2015). "Strategic Mass Killings". Journal of Political Economy. Chicago, Illinois: University of Chicago Press. ج. 123 ع. 5: 1087–1132. DOI:10.1086/682584. S2CID:154859371.
- Schaak، Beth (2007). "The Crime of Political Genocide: Repairing the Genocide Convention's Blind Spot". في Campbell، Tom؛ Lattimer، Mark (المحررون). Genocide and Human Rights (ط. 1st eBook). London, England: Routledge. ص. 140–173. DOI:10.4324/9781351157568. ISBN:978-1-351-15756-8.
- Schabas، William A. (2009). Genocide in International Law: The Crime of Crimes (ط. 2nd hardcover). Cambridge, England: Cambridge University Press. ISBN:978-0-521-71900-1.
- Sémelin، Jacques؛ وآخرون (Hoffman, Stanley) (2007). "The Political Uses of Massacre and Genocide". Purify and Destroy: The Political Uses of Massacre and Genocide. The CERI Series in Comparative Politics and International Studies. ترجمة: Schoch، Cynthia. New York City, New York: Columbia University Press. ص. 310–361. ISBN:978-0-231-14282-3.

## وصلات خارجية
- Easterly، William؛ Gatti، Roberta؛ Kurlat، Sergio (يونيو 2006). "Development, Democracy, and Mass Killings" (PDF). Journal of Economic Growth. New York City, New York: Springer. ج. 11 ع. 2: 129–156. DOI:10.1007/s10887-006-9001-z. JSTOR:40216091. S2CID:195313778. مؤرشف (PDF) من الأصل في 2021-12-01. اطلع عليه بتاريخ 2021-12-27 – عبر William Easterly.
- Harff، Barbara (2003). "Genocide Politicide". CIDCM. Center for International Development and Conflict Management. مؤرشف من الأصل في 2007-10-30. اطلع عليه بتاريخ 2021-12-27.
- Harff، Barbara (فبراير 2003). "No Lessons Learned from the Holocaust? Assessing Risks of Genocide and Political Mass Murder since 1955" (PDF). The American Political Science Review. Washington, D.C.: American Political Science Association. ج. 97 ع. 1: 57–73. DOI:10.1017/S0003055403000522. JSTOR:3118221. S2CID:54804182. مؤرشف (PDF) من الأصل في 2021-06-25. اطلع عليه بتاريخ 2021-12-27 – عبر Genocide Watch.
- Harff، Barbara (2017). "The Comparative Analysis of Mass Atrocities and Genocide" (PDF). في Gleditish، N. P. (المحرر). R.J. Rummel: An Assessment of His Many Contributions. SpringerBriefs on Pioneers in Science and Practice. New York City, New York: Springer. ج. 37. ص. 111–129. DOI:10.1007/978-3-319-54463-2_12. ISBN:978-3-319-54463-2. مؤرشف (PDF) من الأصل في 2021-11-26. اطلع عليه بتاريخ 2021-12-27.
- Rummel، Rudolph (2003) [1997]. Statistic of Democide: Genocide and Mass Murder Since 1900 (ط. hardback). Charlottesville, Virginia: Center for National Security Law, School of Law, University of Virginia; Transaction Publishers, Rutgers University. ISBN:978-3-825-84010-5. مؤرشف من الأصل في 2021-12-22. اطلع عليه بتاريخ 2021-12-27 – عبر Power Kills.
- Rummel، Rudolph (يناير 2004). "One-Thirteenth of a Data Point Does Not a Generalization Make: A Response to Dulić*". Journal of Peace Research. Thousand Oaks, California: Sage Publications. ج. 41 ع. 1: 103–104. CiteSeerX:10.1.1.989.5581. DOI:10.1177/0022343304040500. S2CID:109403016.
- Schaak، Beth (مايو 1997). "The Crime of Political Genocide: Repairing the Genocide Convention's Blind Spot". The Yale Law Journal. ج. 106 ع. 7: 2259‒2291. DOI:10.2307/797169. JSTOR:797169. مؤرشف من الأصل في 2020-09-27. اطلع عليه بتاريخ 2021-12-27 – عبر Digital Commons.
- Verdeja، Ernesto (يونيو 2012). "The Political Science of Genocide: Outlines of an Emerging Research Agenda". Perspectives on Politics. Washington, D.C.: American Political Science Association. ج. 10 ع. 2: 307–321. DOI:10.1017/S1537592712000680. JSTOR:41479553. S2CID:145170749. بروكويست 1016173088. مؤرشف من الأصل في 2021-08-24. اطلع عليه بتاريخ 2021-12-27 – عبر ProQuest. {{استشهاد بدورية محكمة}}: templatestyles stripmarker في |المعرف= في مكان 1 (مساعدة)